# Imma chlorosphena
Imma chlorosphena är en fjärilsart som beskrevs av Edward Meyrick 1906. Imma chlorosphena ingår i släktet Imma och familjen Immidae. Inga underarter finns listade i Catalogue of Life.